# Luigi Ghilardi
Luigi Ghilardi (Lucca, 2 agosto 1810 – Aguascalientes, 17 marzo 1864) è stato un militare italiano e un attivista repubblicano in Messico.
Trasferitosi in Messico nel 1853, combatté nella guerra di Riforma tra le file liberali con il grado di generale di brigata.
Rientrò in Italia per combattere a fianco di Giuseppe Garibaldi, ma quando gli venne negato il permesso di far parte dell'esercito ritornò in Messico per combattere contro l'intervento francese.
Fatto prigioniero dai francesi nei pressi di Puebla, fu fucilato nel 1864.